# Filialkirche Watzenegg

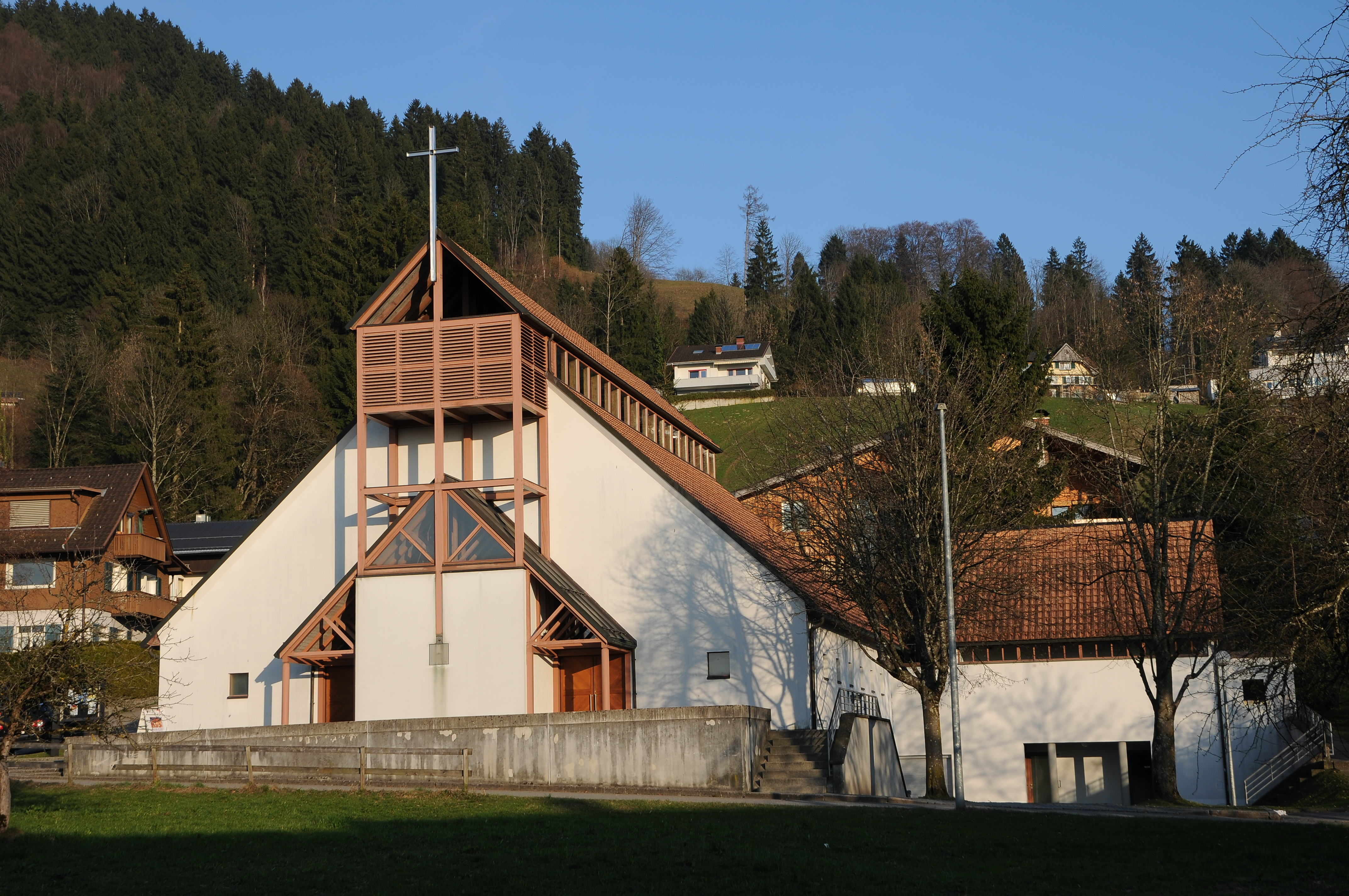
Filialkirche Maria, Königin des Friedens

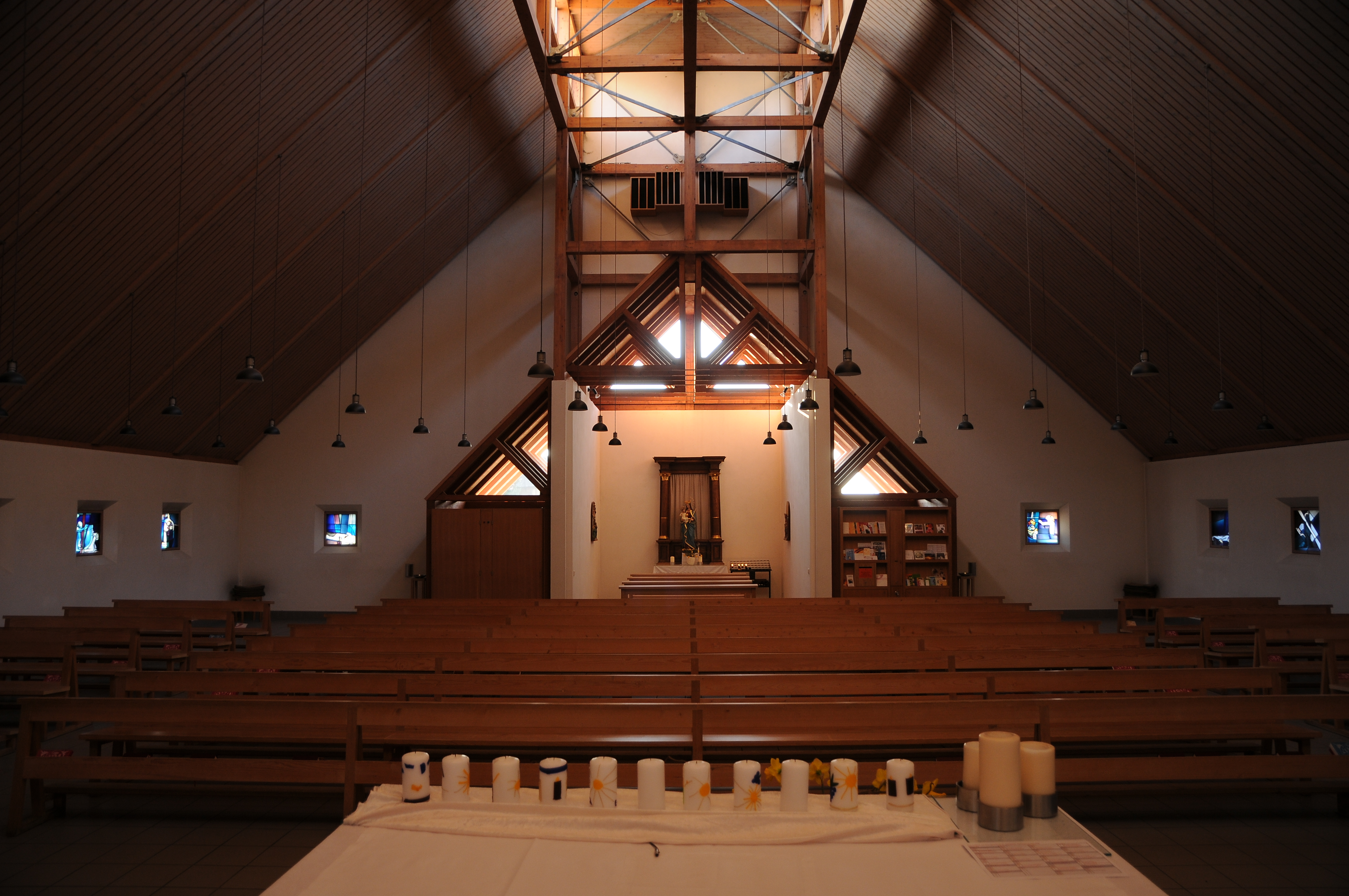
Innenansicht der Kirche

Die römisch-katholische Filialkirche Maria, Königin des Friedens, auch Bergkirche Watzenegg, an der Adresse Watzenegg 51, liegt im Bergdorf Watzenegg im Stadtteil Dornbirn-Oberdorf.

## Vorgänger
Der Vorgänger, eine Kapelle aus dem Jahr 1780, wurde in den 1980er Jahren zu klein für die Gemeinde. Die Baufälligkeit machte einen Neubau notwendig.

## Heutige Kirche
Die heutige Kirche wurde von 1983 bis 1985 nach den Plänen von Rudolf Wäger (1941–2019), seinem Bruder Siegfried (* 1942) und Wolfgang Ritsch (* 1956) erbaut. Die Weihe erfolgte im Jahre 1986.

## Ausstattung
Der Altar stammt aus der alten Kapelle und wurde restauriert. Auch das Kreuz im Altarraum sowie die Muttergottesstatue und Bilder auf der linken Seite kommen noch vom Vorgängerbau. Glasfenster stellen den Kreuzweg da, sie wurden vom Dornbirner Sr. Antonio Maria Thurner aus dem Kloster Wernberg in Kärnten entworfen. Die Ausführung oblag der oberösterreichischen Glasmalerei im Stift Schlierbach.

## Kirche von außen
Die Kirche besitzt unter dem Dach die erwähnten Glasfenster, während sich im unteren Teil des Gebäudes fast keine Fenster finden. Der auffällige Holzturm, der sich im vorderen Teil der Filialkirche befindet, ist in das Dach integriert.

## Glocken
Die Kirche besitzt drei Glocken. Die größte und die mittlere wurden 1988 von der Glockengießerei Grassmayr in Innsbruck gegossen. Die kleinste Glocke goss Giorgio Pruneri aus Grosio in Italien im Jahre 1852.